# CF Peralada
Club de Fútbol Peralada  is een Spaanse voetbalclub uit Peralada in de regio Catalonië. Thuisstadion is het Municipal de Peralada met 1.500 plaatsen. Vanaf het seizoen 2019/20 speelt Peralada in de Tercera División.

## Geschiedenis
Peralada werd in 1915 opgericht in 1915 als een lokale gemeenschapsclub, louter om vriendschappelijke wedstrijden te spelen tegen andere dorpsteams uit de buurt. De club kreeg uiteindelijk de naam Club Deportiu Peralada. De club speelde zijn wedstrijden toen op een veld dat eigendom was van ene Miquel Pujol.
Na de uitbraak van de Spaanse Burgeroorlog besloot de club om de activiteiten te staken. Peralada zou pas in 1950 weer de draad oppikken. Het jaar daarop verhuisde de club naar het Camp de Cal Músic, op grond gehuurd van de gemeentelijke overheid. In 1981 kocht de gemeenteraad uiteindelijk het stuk land dat hun huidige stadion zou worden. Vanwege een gebrek aan financiële middelen konden de werken aan het stadion niet worden voltooid, tot de familie Suqué-Mateu − eigenaar van het kasteel van Peralada − de financiële situatie van de club veranderde met een genereuze sponsoring. 
Het verhoogde beschikbare budget en de verbeterde faciliteiten werden uiteindelijk omgezet in sportief succes: terwijl Peralada in 1992 nog in de achtste divisie van het Spaanse voetbal speelde, was de club in 1997 al opgeklommen naar de Primera Catalana, het hoogste amateurvoetbalniveau in Spanje. In 2002 volgde dan weer de historische promotie naar de Tercera División. Na vijf seizoenen degradeerde de club weer naar het vijfde voetbalniveau, maar in 2014 promoveerde Peralada opnieuw naar de Tercera División.

### CF Peralada-Girona B
In 2016 sloot Peralada een overeenkomst met het nabijgelegen Girona FC om de komende vijf jaar te fungeren als reservenelftal van de toenmalige tweedeklasser. De kloof tussen het eerste en het B-elftal van Girona, dat toen drie niveaus lager speelde dan het A-elftal, was immers te groot geworden. Het voormalige B-elftal van Girona werd dan weer omgedoopt tot Girona C.
In 2017 promoveerde de club voor het eerst in zijn bestaan naar de Segunda División B. Peralada-Girona B was tweede geëindigd in zijn groep, waardoor het geplaatst was voor de promotie-playoffs. De club schakelde CD Móstoles URJC en UB Conquense uit, maar verloor in de laatste ronde op uitdoelpunten van Rápido de Bouzas. Op 7 juli 2017 bevestigde de club echter dat ze toch zou promoveren naar Segunda División B doordat ze de €133.000 schulden van CF Gavà en CD Boiro zouden betalen aan de Spaanse voetbalbond. Na de promotie veranderde de club zijn naam officieel naar CF Peralada-Girona B. De samenwerking eindigde uiteindelijk in 2019, toen beide clubs degradeerden. De club nam weer gewoon de naam CF Peralada op, en Girona C werd weer Girona B.

## Eindklasseringen
| Seizoen | №  | Clubs | Divisie            | Duels | Winst | Gelijk | Verlies | Doelsaldo | Punten | Ref   |
| ------- | -- | ----- | ------------------ | ----- | ----- | ------ | ------- | --------- | ------ | ----- |
| 2013/14 | 1  | 18    | Primera Catalana   | 34    | 23    | 9      | 2       | 63−21     | 78     | [ 5 ] |
| 2014/15 | 12 | 20    | Tercera División   | 38    | 13    | 10     | 15      | 41−50     | 49     |       |
| 2015/16 | 14 | 20    | Tercera División   | 38    | 11    | 14     | 13      | 50−54     | 47     |       |
| 2016/17 | 2  | 20    | Tercera División   | 38    | 24    | 5      | 9       | 68−27     | 77     |       |
| 2017/18 | 9  | 20    | Segunda División B | 38    | 13    | 13     | 12      | 38−33     | 52     |       |
| 2018/19 | 19 | 20    | Segunda División B | 38    | 8     | 15     | 15      | 38−45     | 39     |       |
| 2019/20 | 5  | 20    | Tercera División   | 27    | 13    | 7      | 7       | 38-26     | 46     |       |

## Bekende (ex-)spelers
- Damià Abella
- Yhoan Andzouana
- Bambo Diaby
- Abraham Minero
- Pedro Porro
- Kévin Soni
- José Aurelio Suárez

CD Banyoles ·
UE Castelldefels ·
Cerdanyola del Vallès FC ·
CE Europa ·
UE Figueres ·
Girona FC B
FE Grama ·
EC Granollers ·
UA Horta ·
CF Igualada ·
CE Manresea ·
CF Montañese ·
CF Peralada ·
Pobla de Mafumet CF ·
CP San Cristóbal
UE Sant Andreu ·
Santfeliuenc FC ·
UE Sants ·
Terrassa FC ·
UE Valls ·
FC Vilafranca ·
UE Vilassar de Mar